# Governatore della Santa Catarina
Il Governatore della Santa Catarina è il governatore dello Stato federato brasiliano della Santa Catarina.

## Elenco
| Ritratto | Nominativo            | Mandato          |
| -------- | --------------------- | ---------------- |
|          | Leonel Pavan          | 2010 - 2011      |
|          | Raimundo Colombo      | 2011 - 2018      |
|          | Eduardo Pinho Moreira | 2018 - 2019      |
|          | Carlos Moisés         | 2019 - 2023      |
|          | Jorginho Mello        | 2023 - in carica |